# 小行星8912
小行星8912（英語：8912 Ohshimatake）是一颗围绕太阳公转的小行星。1995年12月21日，小林隆男在大泉天文台发现了此天体。
这颗小行星的绝对星等为180.744730075342等。